# Amblycephalon schadleri
Amblycephalon schadleri är en kräftdjursart som först beskrevs av Hugo Frederik Nierstrasz 1915.  Amblycephalon schadleri ingår i släktet Amblycephalon och familjen Cymothoidae. Inga underarter finns listade i Catalogue of Life.